# Wonokromo
Wonokromo é um kecamatan (subdistrito) da cidade de Surabaia, na Província Java Oriental, Indonésia.

## Keluharan
O kecamatan de Wonokromo possui 6 keluharan:
- Ngagel
- Ngagelrejo
- Darmo
- Sawunggaling
- Wonokromo
- Jagir